# نئوکن
نئوکن مرکز استان نئوکن در کشور آرژانتین است.این شهر در غرب این استان واقع است. نئوکن و مناطق حومه آن بیش از 340 هزار نفر جمعیت دارند.